# Судебный акт
Судебный акт — это правоприменительный акт суда, разрешающий уголовное, гражданское или административное дело по существу. Суды подразделяются на первую, апелляционную, кассационную и надзорную инстанции.
Судебные акты в российской системе правосудия бывают следующих видов:
- приговор, то есть судебное решение по уголовному делу;
- решение суда по гражданскому делу;
- определения и постановления судов;
- судебные приказы.